# 鳥取県立鳥取商業高等学校
鳥取県立鳥取商業高等学校（とっとりけんりつとっとりしょうぎょうこうとうがっこう）は、鳥取県鳥取市湖山町北二丁目に所在する県立商業高等学校。通称「鳥商」（とりしょう）。

## 沿革
- 1910年 - 鳥取県立商業学校として設立。
- 1949年 - 鳥取県立鳥取西高等学校商業科となる。
- 1957年 - 鳥取県立鳥取商業高等学校として独立。
- 1999年 - 英語学科を新設。
- 2004年 - 硬式野球部が夏の甲子園大会に初出場する。
- 2007年 - 商業学科の国際経済科と情報管理科が商業科に統合され、英語学科英語科が2クラスから1クラスに編成される。
- 2008年 - 英語学科英語科が廃止。
- 2011年 - 硬式野球部が夏の甲子園大会に出場する（2度目）。
- 2013年 - 男子バレーボール部が全日本バレーボール高等学校選手権大会（春高バレー）に出場する（11年ぶり8度目）。
- 2022年 - 硬式野球部が夏の甲子園大会に出場する（3度目）。
- 2023年 - 硬式野球部が夏の甲子園大会に出場する（2年連続4度目）。

## 設置学科
- 全日制
  - 商業学科
    - 商業科
      - 商業コース
      - デザインコース
      - 会計コース
      - 情報コース

## 著名な卒業生
- 山本隆弘（バレーボール選手）
- 谷口ジロー（漫画家）
- 玄太郎（漫画家）
- 越川大介（元ちびっこギャング）
- 新野幸次郎（神戸大学名誉教授・元学長）
- 小林竜一（ボブスレー選手 トリノ五輪、バンクーバー五輪代表）
- 杉原一司（歌人）
- 森翔平（野球選手、広島東洋カープ）